# David Brinkley

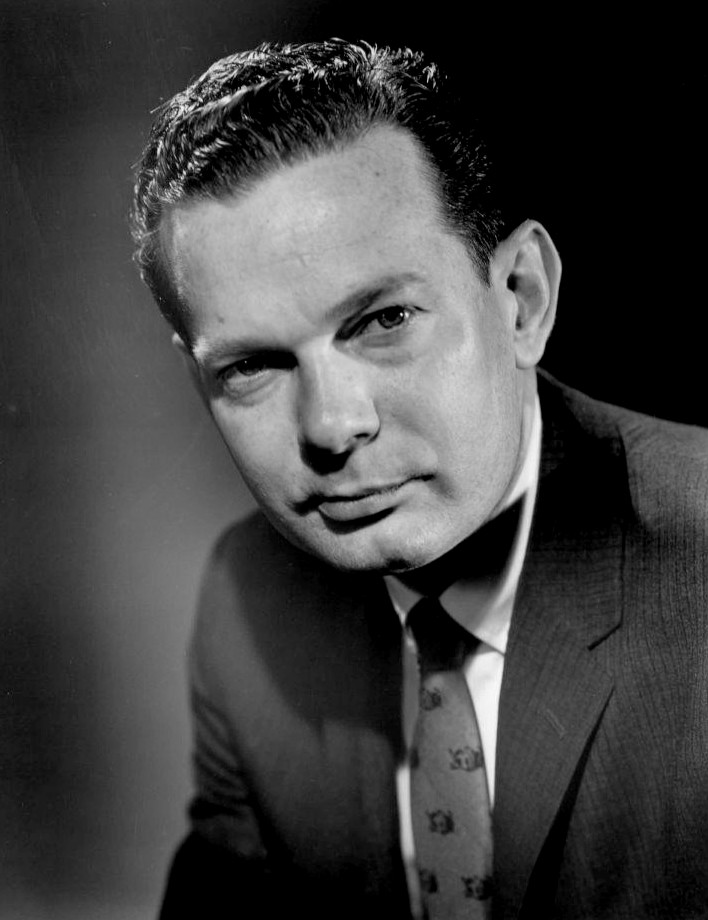
David Brinkley (1962)

David Brinkley (* 10. Juli 1920 in Wilmington, North Carolina; † 11. Juni 2003 in Houston, Texas) war ein US-amerikanischer Journalist, Fernsehmoderator und Autor.

## Leben
In Wilmington besuchte er die New Hanover High School und studierte an der University of North Carolina at Chapel Hill, an der Emory University und an der Vanderbilt University. Danach war er von 1941 bis 1943 im US-amerikanischen Militär tätig. 1943 erhielt er eine Anstellung bei NBC News als Fernsehmoderator. Ab 1952 war er in Washington, D.C. für das abendliche Nachrichtenprogramm von NBC tätig. Ab Oktober 1956 bis Juli 1970 moderierte er gemeinsam mit Chet Huntley die erfolgreiche Fernsehsendung Huntley-Brinkley Report; diese Sendung ersetzte die Fernsehsendung Camel News Caravan, die von John Cameron Swayze moderiert wurde. Neben dem Huntley-Brinkley Report moderierte Brinkley von 1961 bis 1963 die Fernsehsendung David Brinkley's Journal, wofür diese Sendung den Peabody Award erhielt und zweifach mit den Emmy Awards ausgezeichnet wurde. Als 1970 sein Kollege Huntley als Moderator bei NBC aufhörte, moderierte er in den folgenden Jahren bis 1979 das abendliche Nachrichtenprogramm NBC Nightly News gemeinsam mit John Chancellor und Frank McGee. Nach kurzzeitigen erfolglosen Nachrichtensendungen auf NBC in den Jahren 1979 bis 1981 verließ Brinkley unglücklich den Fernsehsender NBC. Brinkley wechselte zum US-amerikanischen Fernsehsender ABC, wo er jeden Sonntagmorgen die Sendung  This Week with David Brinkley moderierte. Diese erfolgreiche Sendung moderierte er bis November 1996.
Brinkley heiratete 1946 Ann Fischer und hatte mit ihr drei Kinder. Nach seiner Scheidung heiratete er 1972 Susan Melanie Benfer.

## Preise und Auszeichnungen
- Peabody Award
- Emmy Awards
- Alfred I. duPont–Columbia University Award, 1958
- Presidential Medal of Freedom, 1992